# 三木警察署
三木警察署（みきけいさつしょ）は、兵庫県警察が管轄する警察署の一つである。
2019年（平成31年）3月2日より、旧庁舎より西に約700mに所在する県有地に建設していた、新庁舎へ移転・業務を開始した。。

## 所在地
- 兵庫県三木市平田240番地の1

## 管轄区域
- 三木市

## 沿革
- 1877年2月 - 明石警察署三木分署として開設される。
- 1893年12月1日 -三木警察署として独立する。
- 1923年 - 鉄筋コンクリートに改築する。
- 1949年6月15日 - 三木市福井1085番地に移転する。
- 1970年 - 三木市加佐238番地に移転する。
- 2019年3月2日 - 新庁舎が完成、移転する。

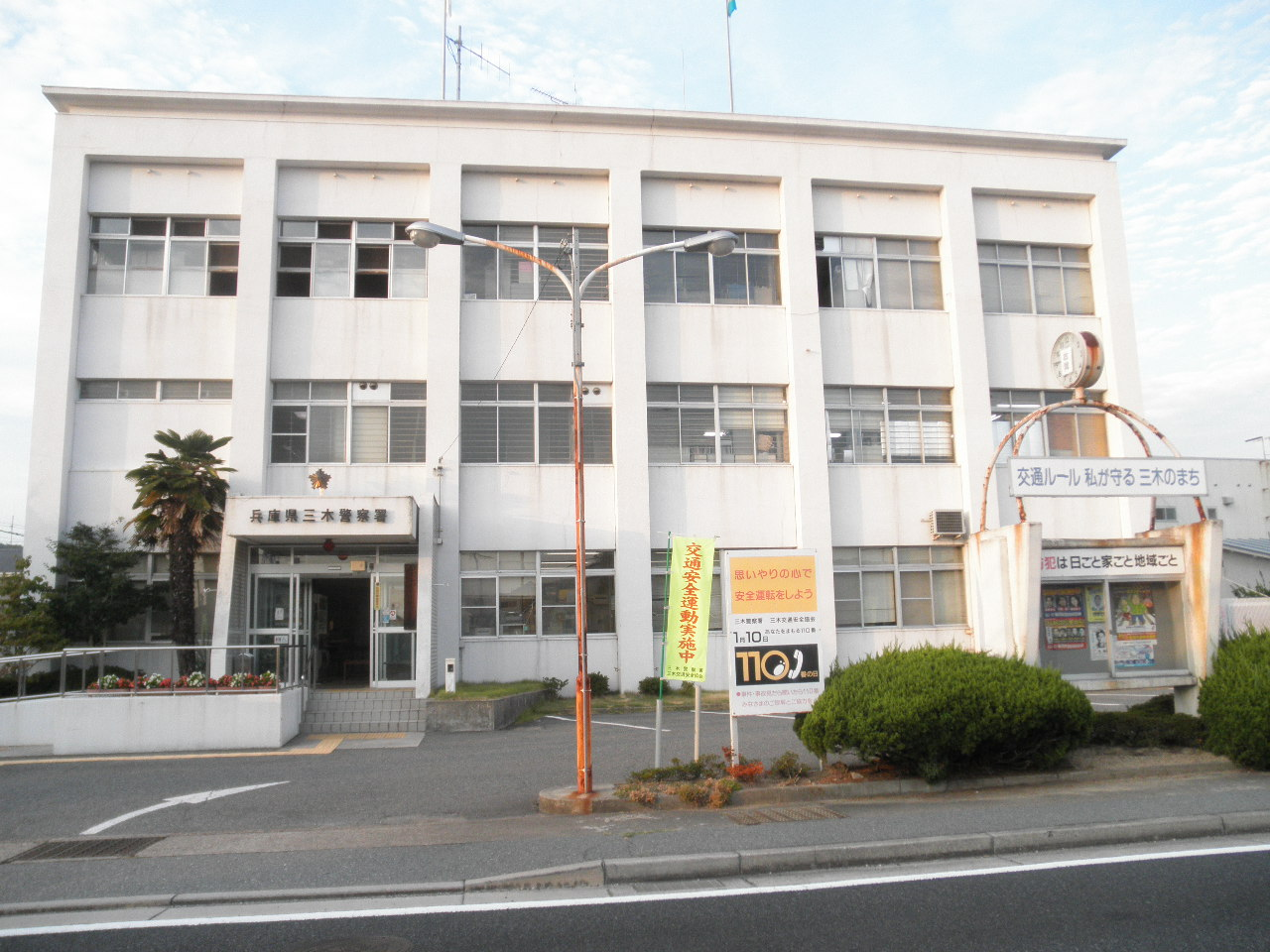
旧庁舎

## 交番
- 本町交番
- 大塚交番
- 緑が丘交番
- 別所交番
- 吉川交番
- 自由が丘交番

## 駐在所
- 細川駐在所
- 口吉川駐在所
- 前田駐在所
- 御坂駐在所
- 吉田駐在所